# المكتبة الرقمية للعلوم التحليلية
نشات المكتبة الرقمية للعلوم التحليلية في عام ٢٠٠٢ وهي واحدة من المكتبات الرقمية العديدة التابعة للمكتبة الوطنية الرقمية للعلوم وقد تم إنشائها وتمويلها من قبل المنظمة الوطنية العلمية للتمويل، وهي عبارة عن مجموعة من مصادر إلكترونية دقيقة (يمكن لمن في نفس المستوى العلمي مشاهدتها) وتوفر اجهزة القياس والقياسات الكميائية وتحتوي المجموعة على مصادر التعليم الفعال وتعليمات تستخدم لتعلم العلوم التحليلية. المصادر في هذه المكتبة متاحة للجميع ويستخدمها الطلبة والمعلمين والممارسين في العلوم الكيميائية التحليلية ومجالاتها التطبيقية، يحتوي الموقع على مجموعة من المصادر إلكترونية مفهرسة حسب مبادرة الارتشيف المفتوح ومبادرة دبلن الأساسية للبيانات الوصفية حيث جعلت المجموعة قابلة للبحث من قبل أي مجموعة أخرى تستخدم هذا المحددات.
```
منذ 2004قامت صحيفة المكتبة الرقمية للعلوم التحليلية بنشر مقالات على الإنترنت بالتصنيفات الآتية: 
حصص صفية محوسبة
، 
ومختبرات محوسبة
 
وممارسات تعليمية
 
وبحوث جامعية
 
وملصقات تقديمية
، وهذه الموقع هو 
مصدر مفتوح
 لذا يتم النشر 
بموجب رخصة المشاع الإبداعي
 وكنتيجة لذلك؛ يتمكن الكتاب من الحفاظ على 
حقوق النشر
 لاعملهم ونشرها في مواقع أخرى بشكل حر، قد مهد ذلك للنشر بشكل كبير وبمواضيع شتى وتتوفر بالمجان لمحتمع العلمي.
```

```
يمكن للمستخدمين في هذه المكتبة المشاركة بالنشاطات التي تطور من 
الكيمياء التحليلية
 والانشطة التي تساعد على التعلينم وتدريب الأعضاء المستقبليين لها والدارسين للكيمياء التحليلية، وذالك كله عن طريق نشر وعرض ممنشورات دعائية لاعلانات للمحاضرات المحوسبة عبر الإنترنت لمكتبة ASDL ، نشر المعلومات الخاصة بك بالدليل الاحترافي بالعلوم التحليلية، المساهمة بالعنوان الخاص بك عبر الإنترنت من أجل إنشاء مجموعة الويب، الكتابة في الصحيفة الخاصة بهذه المكتبة عن إبتكارات التعليمية الخاصة بك أو الأعضاء مع طلاب الجامعات أو محتويات جديدة لتتضمنها المكتبة.
```

في عام 2007 تعاونت ASDL مع قسم الحليلي في الجمعية الأمريكية العلمية لتوسيع مدى قابليتها بان تكون حلقة وصل عبر الإنترنت للمجتمع العلمي.